# Жежко Ганна Юхимівна
Ганна Юхимівна Жежко́ (17 листопада 1901, м. Турійськ Ковельського повіту Волинської губернії, нині смт Волинської області — 6 березня 1972, м. Київ) — українська радянська поетеса.

## Життєпис
Народилась 1901 року в Турійську Ковельського повіту Волинської губернії. Закінчила учительські курси в місті Коростень (нині Житомирської області); учителювала.
Від 1920 року в Турійську брала активну участь у діяльності підпільного молодіжного осередку Української соціал-демократичної партії, яка 1923 року об'єдналася з Комуністичною Партією Східної Галичини у Комуністичну Партію Західної України. Того ж року заарештована за участь у першотравневому мітингу проти режиму Юзефа Пілсудського і засуджена до 4-х років ув'язнення. У січні 1925 року була звільнена і в серпні того ж року нелегально емігрувала до СРСР.
Закінчила юридичний факультет Харківського інституту народного господарства (1930). Працювала референтом-методистом у відділі підготовки і перепідготовки керівних кадрів Рад та виконкомів ЦВК УРСР.
5 серпня 1937 року заарештована, як і більшість колишніх членів КПЗУ, та засуджена до 8-ми років концтаборів, покарання відбувала у Кемеровській області (РФ).
Вела своєрідний поетичний концтабірний щоденник в усній формі, який після звільнення 1946 року поступово записала з пам'яті.
Її збірка «Троянди за гратами» (Київ, 1968) тематично пов'язана з суспільною та національно-визвольною боротьбою на Волині і написана під впливом тогочасних революційних пісень та творчості Лесі Українки. У віршах збірки «100 (Сто змучених днів, сто ночей у тривозі…)» (Луцьк, 2005) постали тяжкий табірний побут, думки про волю та сина, спогади про Волинь.
Померла 1972 року в місті Київ.